# NGC 6937
NGC 6937 este o galaxie situată în constelația Indianul. A fost descoperită în 8 iulie 1834 de către John Herschel. Se află la o distanță de 65,99 de megaparseci de Pământ.